# NGC 3062
NGC 3062 is een spiraalvormig sterrenstelsel in het sterrenbeeld Sextant. Het hemelobject werd op 30 april 1864 ontdekt door de Duitse astronoom Albert Marth.

## Synoniemen
- ZWG 8.2
- NPM1G +01.0256
- PGC 28699